# ديكلان كيوزاك
ديكلان كيوزاك (بالإنجليزية: Declan Cusack) هو لاعب اتحاد الرغبي أيرلندي، ولد في 28 أبريل 1988 في ليمريك في جمهورية أيرلندا.